# Pod Ogródki

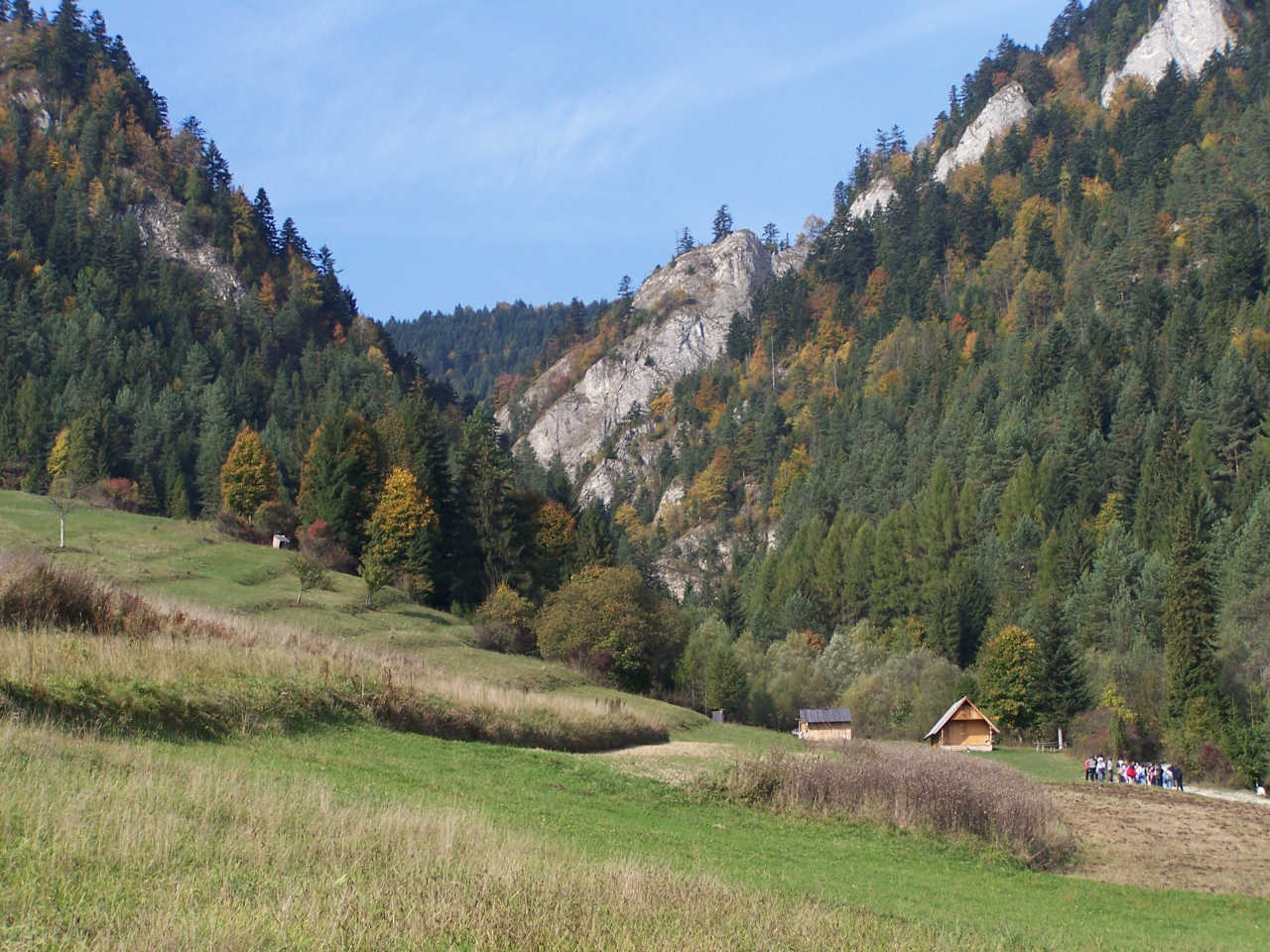
Skała Pod Ogródki po prawej stronie wąwozu

Pod Ogródki – skała w masywie Trzech Koron w Pieninach Właściwych. Znajduje się w Sromowcach Niżnych w województwie małopolskim, w powiecie nowotarskim, w gminie Czorsztyn, w Pienińskim Parku Narodowym.
Pod Ogródki to najbardziej na zachód wysunięta skała Trzech Koron, dobrze widoczna ze Sromowiec Niżnych. Wraz ze skałą Cieplica, należącą do Podskalniej Góry, tworzą bramę wejściową do Wąwozu Szopczańskiego. Zbudowana jest z wapieni rogowcowych serii czorsztyńskiej i porośnięta naskalnymi murawami kserotermicznymi z chryzantemą Zawadzkiego i bogatą florą mchów.